# Мазури (край)

Мазури на адміністративній карті Польщі.

Мазу́ри, також Мазу́рія (пол. Mazury; нім. Masuren) — історична область, північна частина території мазурів, на північному сході Вармінсько-Мазурському воєводстві Польщі, відома сьогодні своїми 2000 озерами.

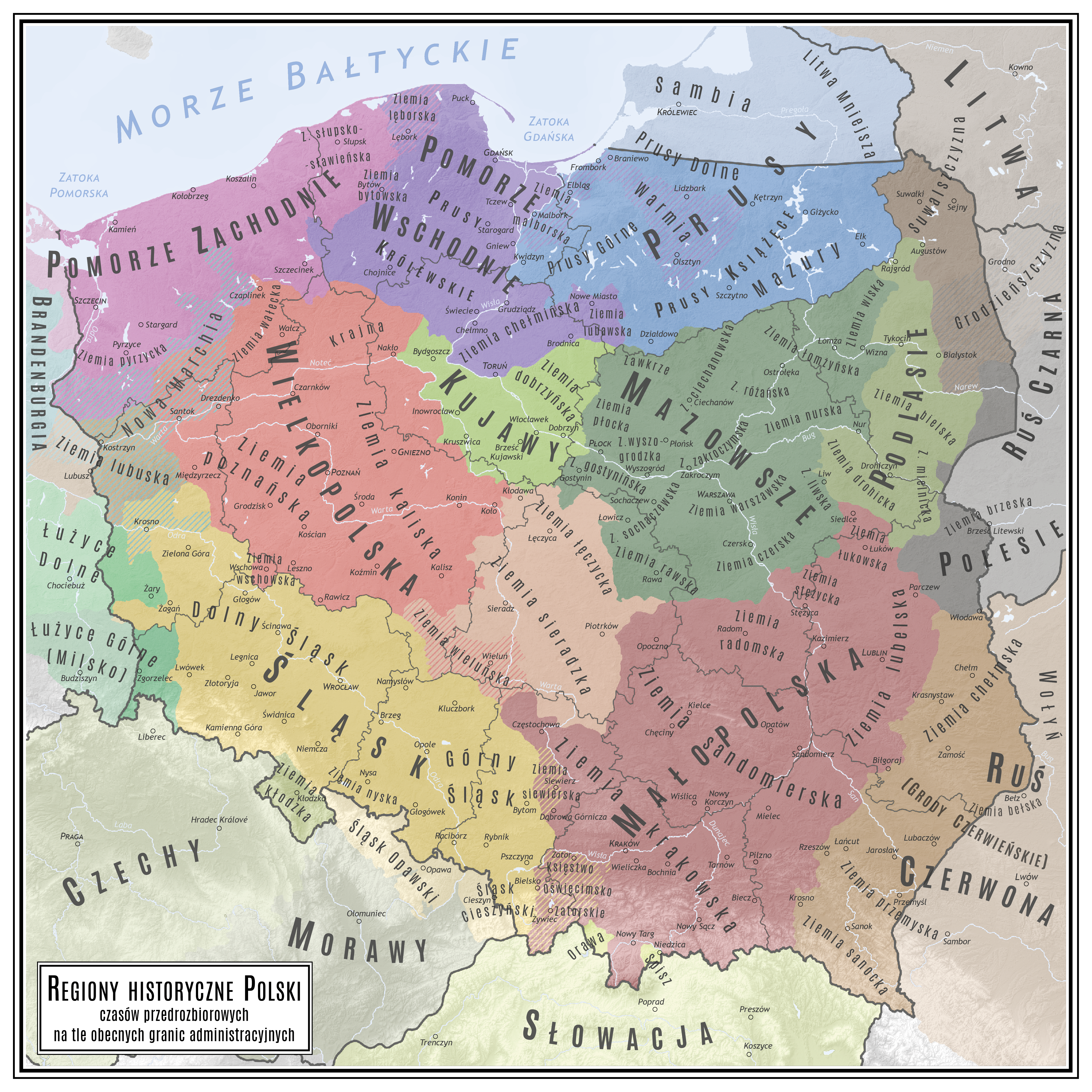
Мазури та інші історичні землі Польщі на тлі сучасних адміністративних кордонів

В XI-XIII століттях територія була заселена давніми пруссами «мазурами», або балтійськими пруссами, балтійською етнічною групою, які жили в Пруссії, на землі в південно-східних прибережних районах Балтійського моря, в районі Вісли і Куршської затоки. Вони говорили мовою, тепер відомою як давньопрусська, і сповідували релігію, на думку сучасних вчених, тісно пов'язану з литовським язичництвом. Мазури північних земель (на відміну від південних — так званої Мазовії) були завойовані німецькими лицарями тевтонського ордену й охрещені в католицизм наприкінці XIII й XIV століттях, а потім перейшли у протестантизм на початку XVI століття. У XV–XIX століттях територія входила до складу Прусського герцогства, Прусського королівства й нарешті до Німецької імперії. Після Об'єднання Німеччини в 1871 році політика германізації прагнула викорінити мовне коріння давньопрусської мови. У результаті Східнопрусського плебісциту після Першої світової війни Мазурія залишилася в складі Веймарської Німеччини. Після Другої світової війни територія стала польська, місцеве населення (німці й знімчені прусси) залишили цей район.
Наразі економіка області базується головним чином на екотуризмі та сільському господарстві.

## Історія

### Давні Прусси

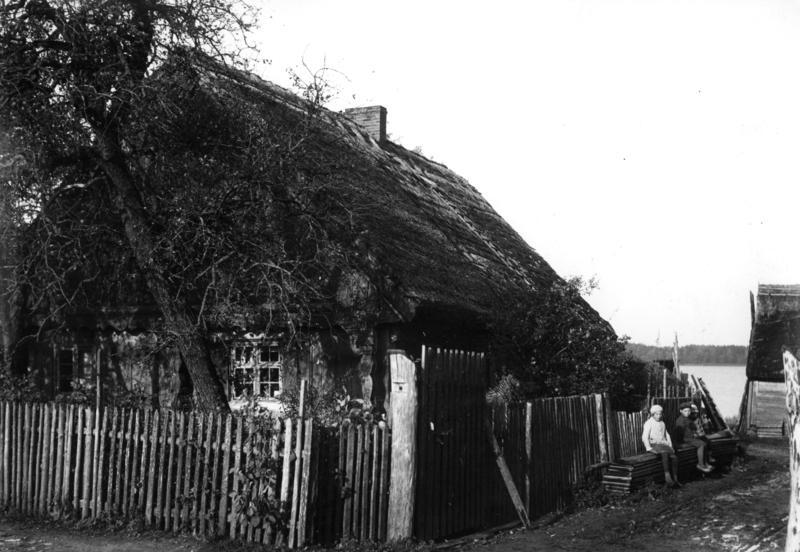
Східна Пруссія, 1931: Етнічна Мазурська дитина і Мазурський будинок біля озера.

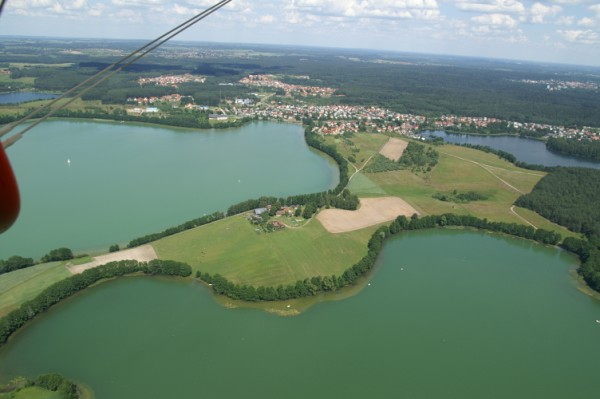
Аерофотознимок регіону Лупстих

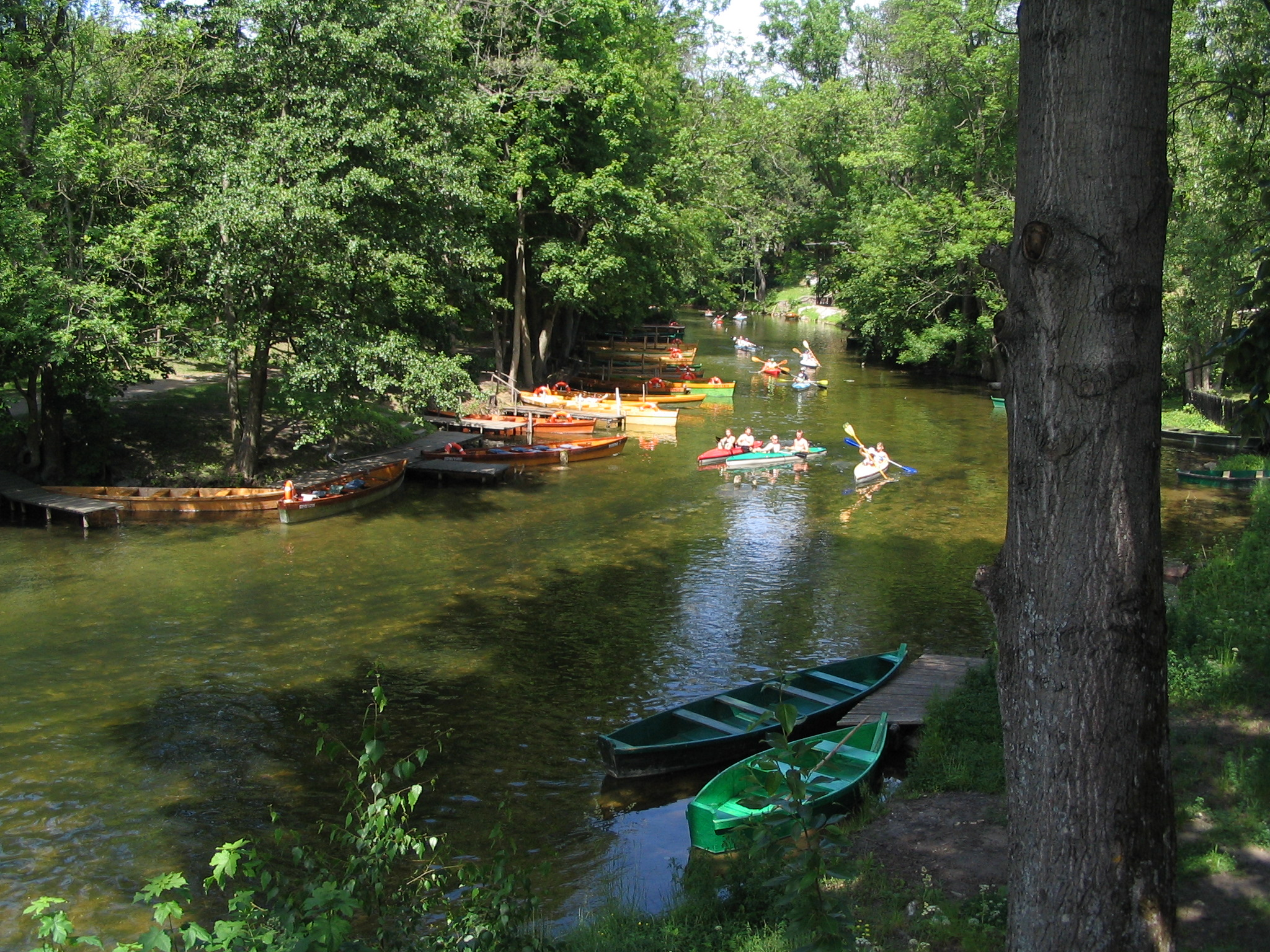
Каяки по річці Крутинь

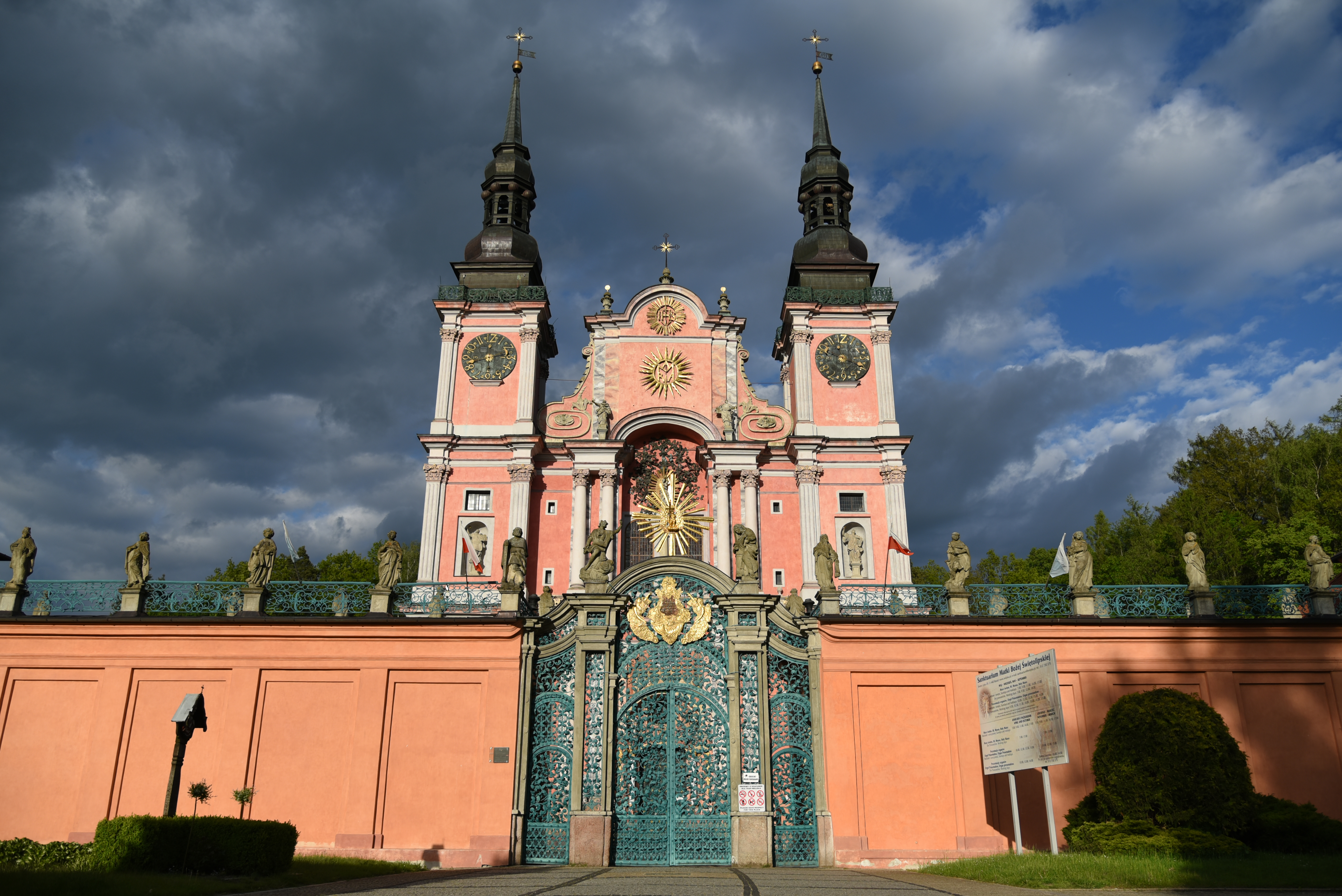
Собор Діви Марії в Святий Липці

У XIII столітті Пруссія була заселена балтомовними давніми пруссами, це землі Помезанія, Погезанія, Галіндія, Бартія і Судовія. Область навколо численних озер з XVIII століття неофіційно називають Мазурією. Південні регіони, були менш заселені, ніж у більшості країн Європи, що дозволило вижити лосям, зубрам, ведмедям та іншим ссавцям. Підраховано, що близько 220 000 давніх пруссів мешкало на цьому терені в 1200 році. Цей широкий незаселений терен упродовж століть був бар'єром проти нападу потенційних загарбників. Під час Балтійських хрестових походів XIII століття давні прусси використовували цю незаселену територію для оборони проти лицарів Тевтонського ордену, чия мета була християнізувати корінне населення, вони зробили це в основному шляхом завоювання, яке завершилося в 1283 році, коли лицарі знищили прусський донжон Елк (Lyck).
Після завоювання Орденом півночі району поляки почали завойовувати південний схід терену. Німецькі, французькі, фламандські, данські, голландські й норвезькі колоністи оселилися в районі незабаром після цього. Число польських поселенців знов значно зросло на початку XV століття, особливо після першого і другого Торунського миру, в 1411 й 1466 роках відповідно. В той самий час місцеве Прусське населення вже через раніші війни з Тевтонським орденом і роки нападів з боку Польщі вельми скоротилось. Пізніше асиміляції з боку німецьких поселенців, а також польських та інших іммігрантів створили нову прусську ідентичність.

### Герцогство Пруссія
У Мазурії польська мова набула широко вжитку через велику кількість переселенців з Мазовії. За підсумками Другого Торунського миру 1466 року, Тевтонський орден опинився під владою Польщі. В 1525 році Альберт Прусський ввів лютеранство, у герцогстві Пруссія і Мазурії. Хоча більша частина сільських мешканців були прусськомовні, міста залишалися німецькомовними. Давня прусська мова збереглася в деяких районах сільської місцевості до початку XVIII століття.
Протягом Північної війни південь Пруссії (згодом Мазурія) був зруйнований у 1656 р. атаками татар на Річ Посполиту; під час рейдів упродовж двох тижнів було знищено практично всі селища й убито 30 % населення. У 1708–1711 рр., близько 50 % мешканців зі щойно відбудованих селищ померли від чуми. Втрати населення були частково компенсовані міграцією протестантських поселенців або біженців з Шотландії, Зальцбургу (вигнання протестантів 1731 р.), Франції (біженці-гугеноти після Указу Фонтенбло 1685 року), й особливо з Речі Посполитої, в тому числі вигнані з Польщі в 1657 році польські брати. Останньою хвилею біженців у Мазурії були російські старообрядці в 1830 році, коли король Фрідріх Вільгельм III Прусський надав їм притулок.

### Королівство Пруссія і Німецька імперія
1618 року, після смерті Альберта Фредеріка, герцога Пруссії, його зять Іоанна Сигізмунд, курфюрст Бранденбурга, успадкував герцогство, у тому числі озерний край (пізніше Мазурія), об'єднав обидві території, що перебували під владою однієї династії й утворив державу Бранденбург-Пруссія. Залишаючись номінально під суверенітетом польського короля, в 1657 році Іоанна Сигізмунд відкликав договір Велау. Терен став частиною Королівства Пруссії після коронації короля Фрідріха I Прусського. Озерний край (Мазурія) увійшов до складу новоствореної адміністративної провінції Східна Пруссія з моменту її створення у 1773 році. Назва Мазурія почала офіційно вживатися після нової адміністративної реформи в Королівстві після 1818 року.
Германізація була повільною і в основному здійснювалася через систему освіти. Після Об'єднання Німеччини в Німецьку імперію в 1871 р. польську мову було заборонено у школах 1872 року.
З мазурського населення в 1890 році рідною визнали: 143 397 —  німецьку мову, 152 186 — польську мову, 94 961 — мазурську мову. 1910 року німецьку мову назвали рідною 197 060, польську — 30 121 і мазурську — 171 413.
Під час індустріалізації наприкінці XIX століття близько 10 % населення Мазурії емігрувало до Рурського регіону, де на 1914 рік проживало близько 180 000 мазурів.
Під час Першої світової війни битви при Танненберзі та перша і друга битви на Мазурських озерах між кайзерівською Німеччиною і Російською імперією відбулася в межах Мазурії в 1914–1915. 11 липня 1920 року Ліга Націй провела Східнопрусський плебісцит для визначення статусу півдня Східної Пруссії. Референдум визначив, що 99,32 % виборців воліли залишитися у Східній Пруссії.

### Веймарська республіка

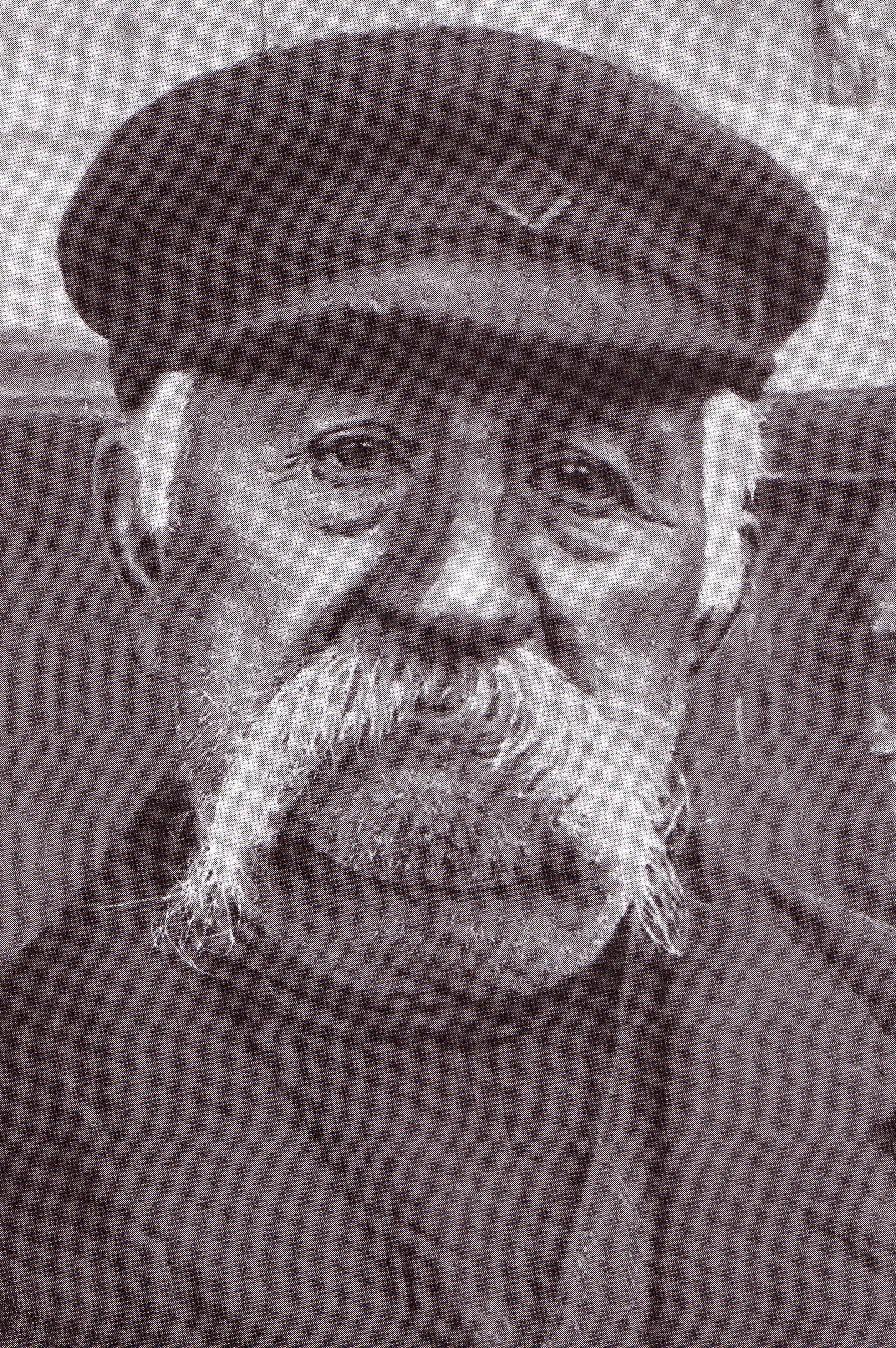
Літній мазур (1930 р.)

Мазурія була єдиним регіоном Німеччини, який безпосередньо постраждав від битв Першої світової війни. Пошкоджені міста і села були відновлені за допомогою кількох міст-побратимів із Західної Німеччини: Кельн, Нідзиця, Франкфурт-на-Майні, Гіжицько, а також Відень і Щитно. Але Мазурія була значною мірою аграрно орієнтованою і страждала від економічного спаду після Першої світової війни, додатково серйозно постраждала в результаті створення Польського коридору, який підняв транспортні витрати до традиційних ринків збуту в Німеччині.
Після завершення Першої світової війни та Версальских угод 1919, польська держава підняла питання про державну належність цього регіону. В 1920 році під наглядом держав Антанти спеціальна комісія провела наступні опитування населення:
- мовна структура населення;
- переваги та орієнтації населення щодо державно-політичної належності.

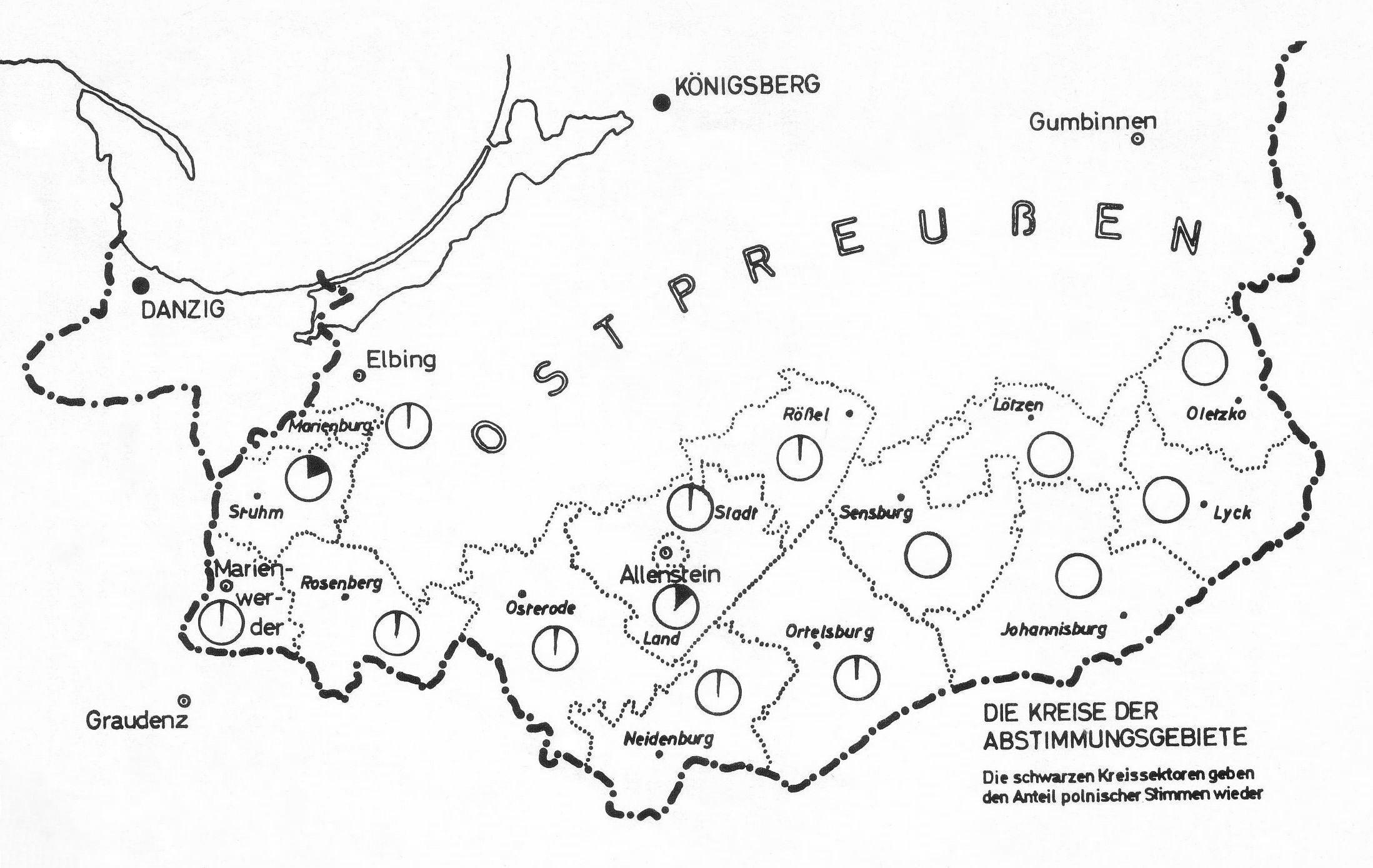
Графік опитування населення 1920

З першого опитування з'ясувалося, що 82 % населення Мазурії вважають рідною мовою німецьку, 11 % — польську та 7 % — мазурський діалект.
З другого питання в голосуванні взяли участь 87,31 % правоздатного населення краю. За залишення в складі Східної Пруссії (тобто Німеччини) висловилося 97,86 % (або 363.159 голосів), за належність до Польщі проголосувало 2,14 % (або 7.924 голосів).

### Друга світова війна
Під час Другої світової війни, Мазурія була частково зруйнована в результаті відступу німецької й просування радянської армії в ході Вісло-Одерської операції. Область перейшла під владу Польщі згідно з рішеннями Потсдамської конференції. Більша частина населення емігрувала до Німеччини чи була вбита під час або після війни, в той час, як уцілілих взяли під «національний контроль», часто заснований тільки на походженні прізвища, організований комуністичним урядом Польщі. Терен заселявся поляками з Центральної Польщі та колишніх польських володінь, приєднаних до Радянського Союзу, а також українцями, висланими з південної Польщі через акцію «Вісла»